# 24Nordjyske
24Nordjyske var en tv-kanal drevet af Nordjyske Medier, der eksisterede fra 2003 og til den blev lukket i 2019.
Den sendte lokale nyheder i en jævnligt opdateret båndsløjfe på ca. 20 minutter. Ideen var således at tv-seeren havde mulighed for at opdatere sig på de seneste lokalnyheder på 20 minutter.
Kanalen kunne via blandt andet YouSee modtages i hele landet som digital tilvalgskanal.